# Gongsun Yuan
Gongsun Yuan ((kin.) 公孫淵 Gōngsūn Yuān); (? -238) bio je kineski gospodar rata, poznat kao posljednji pripadnik dinastije vladara koja je početkom 3. stoljeća vladala Liaodongom i drugim područjima današnje sjeveroistočne Kine. Bio je sin Gongsun Kanga, a vlast naslijedio od strica Gongsung Gonga godine 228. Za razliku od svojih predaka, koji su se nastojali držati izvan sukoba Tri kraljevstva i kao vazali bili odani svojim moćnim susjedima iz sjeverne države Cao Wei, Gongsun Yuan je razmišljao o promjeni politike kroz novi savez s južnom državom Istočni Wu. U tome nije bio odlučan, pa je pod diplomatskim pritiskom Cao Weija čak dao ubiti izaslanike Wua. To je Sun Quana nagnalo da počne organizirati kaznenu ekspediciju i sklopiti savez s korejskom državom Goguryeo. Od napada se odustalo kada je Goguryeo prešao na stranu Cao Weija.
Godine 237. je Cao Wei, smatrajući Gongsun Yuana previše nepouzdanim, organizirao pohod s ciljem da se Liadoong stavi pod neposrednu vlast. Iako je pohod otkazan zbog poplava, to je Gongsun Yuana nagnalo da konačno sklopi savez s Wuom. Sljedeće je godine Cao Wei organizirao veliki pohod u kome je Gongsun Yuan poražen i ubijen, a njegove teritorije pripojene Cao Weiju.